# 保你平安
《保你平安》是一部由大鹏自編自导自演的中国喜剧电影，李雪琴、尹正、王迅、王圣迪主演，2023年3月10日在中国上映。

## 剧情
讲述中年落魄的墓地销售魏平安为已经身亡的女客户韩露破解谣言，踏上令人啼笑皆非的洗白之路的故事。
影片一开始，魏平安开车停在交响乐音乐会门口，去看他的女儿魏磨砺的敲鼓演出。这时候，魏平安接到一个电话，说他的客户出事了。魏平安赶回公司，老祁在办公室里对魏平安说，韩露隔壁的客户希望移走韩露的墓地，因为据说韩露是坐台小姐，希望移走墓地的是好位来教育集团冯总的亲弟弟。魏平安教训了一顿老祁后，拿着鲜花到韩露的墓地，回忆起韩露买墓地时与他吃火锅，她还给收养她的福利院捐款。魏平安去找消息来源，小花店宠物店美狗，问托尼是否告诉冯总韩露是坐台小姐。魏平安告诉老祁，这事是美狗店托尼给冯总美狗时胡说的，如果给韩露搬走了墓地，等于认了传言的事情。魏平安于是去福利院打探韩露的消息，福利院称韩露是弃婴，她的社会关系福利院不是很清楚。魏平安去找冯总，说路上碰到一匹白马，韩露的微信头像就是一匹白马，要求冯总给点时间把整件事情查清楚。魏平安去问美狗店托尼，托尼说是听请来扮演大猩猩和哥斯拉的兼职说的。魏磨砺说她的同学栽赃赵雨萱，放学了魏平安来接魏磨砺。魏磨砺问魏平安韩露的事情，魏平安不肯说。韩露在微信个人页面上留言do what you think is right。魏平安于是去找魏如意，魏如意说是听杨玉婷说的，杨玉婷是魏如意打工时认识的朋友。花姐说韩露是得性病走的，于是魏平安被魏如意送进医院验性病。魏如意告诉魏平安，杨玉婷的妈妈是听跳广场舞的舞伴说的，舞伴说是集招国际的金董事长说的。魏平安去集招国际找金董事长，魏如意说魏平安的血脂有点高。金董事长云办公，听到韩露的名字就让魏平安重新排队。魏平安重新排了很多次，终于在魏如意的帮助下与金董事长吃饭了。金董事长说听小F说一个完美先生421说的，金董事长说网上有人去体检了，结果发现就是魏平安。魏磨砺的老师说，钢笔不是赵雨萱偷的。魏平安于是去抢好位来集团冯总的亲弟弟寺庙里的骨灰盒，于是在互联网爆红。魏平安去网吧找到了完美先生421，对方不肯说，双方发生打斗。魏平安在网吧门外蹲点时，一位当地网红一枝花来感谢魏平安让他红火，说可以约完美先生421吃饭。老王给魏平安打电话，说魏磨砺在学校给人打了。魏平安遇到了路上那匹白马，想起了韩露的微信个人页面留言。魏平安跟魏磨砺微信视频，安慰魏磨砺，魏磨砺让魏平安做觉得正确的事情。一枝花说完美先生421准备跑路，怕魏平安报警抓他。完美先生421向一枝花承认他没见过韩露，他在网上就是造谣。冯总找来了警察，去捉拿魏平安。魏平安逃到了驰峰火车站，发现完美先生421也在火车站。一枝花则在一旁网络直播。魏平安在火车上发现了完美先生421，经过一番追捕，抓到了完美先生421。警察把魏平安和完美先生421都带回了警局，经过审讯，完美先生421承认为了热帖热评造谣韩露是坐台小姐。冯总告诉魏平安，警察会把韩露的事情做一个真实的公告。于是魏平安在直播界爆红了。

## 角色
| 演員   | 角色   | 介紹                                                                   |
| 大鹏   | 魏平安 | 墓地销售员                                                             |
| 李雪琴 | 魏如意 | 魏平安妹妹，在鬼屋工作的演员                                           |
| 尹正   | 托尼   | 理发师                                                                 |
| 宋茜   | 韩露   | 魏平安客户，死于脑瘤，由于捐出全部身家一百多万元，被人造谣为“坐台小姐” |
| 王迅   | 祁致富 | 魏平安同事                                                             |
| 王圣迪 | 魏磨砺 | 魏平安与李美丽之女                                                     |
| 马丽   | 冯总   |                                                                        |
| 贾冰   | 金处长 |                                                                        |
| 杨迪   | 一枝花 | 魏平安粉丝                                                             |
| 潘斌龙 | 王文学 | 李美丽现任丈夫                                                         |
| 倪虹洁 | 李美丽 | 魏平安前妻                                                             |

## 制作
影片缘起于2020年一个杭州女孩取快递照片遭遇抹黑造谣事件。2021年6月25日开拍，最初片名为《洗白白》。

## 歌曲
- 主题曲《祝你平安》，毛不易翻唱（原唱孙悦，刘青词曲）[3]
- 插曲《世界第一等》，刘德华演唱（伍佰作曲，李安修、陈富荣作词）

## 发行
原定于2022年4月29日上映，后来经历两次撤档。2022年12月，成为第四届海南岛国际电影节开幕影片。
2023年2月，正式定档3月10日，主创开启“造谣一张嘴，辟谣跑断腿”全国路演，首站抵达哈尔滨。
首周以1.34亿元获得冠军，次周以2.12亿元票房蝉联周冠军。第三周以1.487亿次于《铃芽之旅》居亚军。最终成绩达到7亿。
| 上一届： 《毒舌律师》 | 2023年中國內地一週票房冠軍 第10-11週 | 下一届： 《铃芽之旅》 |

## 评价
中国文艺评论家协会会员周粟：“影片扎实紧密的故事铺陈、精湛逼真的众星演技、深刻透彻的社会隐喻、温暖真诚的动人情感，带给观众笑中带泪的“温暖现实主义”观影体验。综合而言，《保你平安》在叙事完成度、角色塑造性、情感共鸣感三方面体现出细腻深邃的创作功力，几乎可以称作大鹏近年来“导+演”系列中的巅峰之作。”

## 奬項
| 年份 | 颁奖典礼             | 奖项       | 入圍者 | 结果 |
| ---- | -------------------- | ---------- | ------ | ---- |
| 2023 | 第36屆中國電影金雞獎 | 最佳女配角 | 王聖迪 | 提名 |